# كاري نيلي
كاري نيلي (بالإنجليزية: Carrie Neely)‏ كانت لاعبة كرة مضرب أمريكية. كما أنها إحدى بطلات الجراند سلام حيث فازت ببطولة أمريكا للزوجي ثلاث مرات وللزوجي المختلطي مرة واحدة.

## النهائيات

### الفردي (الوصافة 1)
| الحصيلة | السنة | البطولة                     | المنافس في النهائي | النتيجة في النهائي |
| ------- | ----- | --------------------------- | ------------------ | ------------------ |
| الوصافة | 1907  | بطولة أمريكا المفتوحة للتنس | إيفلين سيرز        | 3–6, 2–6           |

### الزوجي (الألقاب 3, الوصافة 3)
| الحصيلة | السنة | البطولة                     | الشريك       | المنافس في النهائي              | النتيجة في النهائي      |
| ------- | ----- | --------------------------- | ------------ | ------------------------------- | ----------------------- |
| الوصافة | 1898  | بطولة أمريكا المفتوحة للتنس | ماري فيمر    | جولييت أتكينسون كاثلين أتكينسون | 1–6, 6–2, 6–4, 1–6, 2–6 |
| الفوز   | 1903  | بطولة أمريكا المفتوحة للتنس | إليزابيث مور | ميريام هول ماريون جونز فاركوهار | 8–4, 6–1, 6–1           |
| الوصافة | 1904  | بطولة أمريكا المفتوحة للتنس | إليزابيث مور | ماي ساتون ميريام هول            | 6–3, 3–6, 3–6           |
| الفوز   | 1905  | بطولة أمريكا المفتوحة للتنس | هيلين هومانز | إف أوبرتوفر فرجينيا مولي        | 6–0, 6–1                |
| الفوز   | 1907  | بطولة أمريكا المفتوحة للتنس | ماري فيمر    | إدنا ويلدي ناتالي ويدلي         | 6–1, 2–6, 6–4           |
| الوصافة | 1908  | بطولة أمريكا المفتوحة للتنس | ميريام ستيفر | إيفلين سيرز مارغريت كورتيس      | 3–6, 7–5, 7–9           |

### الزوجي المختلط (الألقاب 1, الوصافة 1)
| الحصيلة | السنة | البطولة                     | الشريك           | المنافس في النهائي        | النتيجة في النهائي |
| ------- | ----- | --------------------------- | ---------------- | ------------------------- | ------------------ |
| الفوز   | 1898  | بطولة أمريكا المفتوحة للتنس | إدوين بي فيشر    | هيلين تشابمان جاي أيه هيل | 6–2, 6–4, 8–6      |
| الوصافة | 1903  | بطولة أمريكا المفتوحة للتنس | دبليو إتش رولاند | هيلين تشابمان هاري ألين   | 4–6, 5–7           |